# Hrvatsko-ruski odnosi
|          |        |
| Hrvatska | Rusija |

Hrvatsko-ruski odnosi odnose se na bilateralne međunarodne odnose između Hrvatske i Ruske Federacije. Službeno su započeli 25. svibnja 1992. godine. Hrvatska ima veleposlanstvo u Moskvi i počasne konzulate u Kalinjingradu i Novosibirsku, a Ruska Federacija ima veleposlanstvo u Zagrebu te počasne konzulate u Puli i Splitu.

## Gospodarska razmjena
Na godišnjoj je razini međusobna robna razmjena oko 1,8 milijardi američkih dolara te je Rusija na petom mjestu najvažnijih gospodarskih partnera Hrvatskoj. Godine 2012., izvoz u Rusiju iznosio je 312 milijuna američkih dolara. Hrvatska u Rusiju najviše izvozi lijekove, pripravke za brijanje, kalupnike za ljevaonice metala, električne transformatore i generatorske agregate, dok se iz Rusije najviše uvoze nafta i ulja te naftni plinovi, što čini i 90 posto uvoza iz Rusije. Uvozila su se i mineralna i kemijska gnojiva, aluminij u sirovim oblicima te kotlovi za proizvodnju vodene i druge pare. U deset mjeseci 2012. godine, Hrvatsku je posjetilo 203 tisuće građana Ruske Federacije.

## Kulturne veze
Rusko-hrvatske kulturne veze sežu daleko u povijest. S razvojem međudržavne komunikacije povećava se broj i širi se područje rusko-hrvatskih kontakata, koji doprinose uzajamnom upoznavanju s kulturom i narodnim tradicijama. Tako je u vrijeme vladavine ruskog cara Petra I. (krajem 17. – početkom 18. stoljeća) ruski plemić Petar Tolstoj posjetio Zadar i Dubrovnik, kako bi proučavao pomorstvo. Hrvatski dominikanski svećenik Benjamin bio je urednik prvog prijevoda Biblije na ruski staroslavenski jezik 1499. godine. Juraj Križanić bio je velik ljubitelj Rusije, želio je moćnu, u smislu kasnijeg prosvijećenog apsolutizma, organiziranu rusku državu kao protutežu i branu Nijemcima koje je smatrao glavnim i najopasnijim neprijateljima svih Slavena. Hrvatski violinist Ivan Mane Jarnović tri godine je bio prvi violinist u orkestru ruske carice Katarine II. Velike. 
Ruski filozof i pjesnik Vladimir Solovjov bio je vrlo blizak s Josipom Jurjem Strossmayerom i Franjom Račkim. Proveo je u Hrvatskoj dva mjeseca i u Zagrebu mu je tiskano literalno djelo u Dioničkoj tiskari. Solovjov je ljubio sve Slavene, a među njima osobito Poljake i Hrvate, zbog velike želje za sjedinjenjem svih Slavena u jednoj Katoličkoj Crkvi. Solovjev je dobro poznavao kulturne i političke prilike Hrvata. Na ruski je preveo nekoliko stihova najvećeg hrvatskog pjesnika 19. stoljeća Petra Preradovića (Moja lađa).
Velik broj poznatih Hrvata putovao je u Rusiju i objavio sjećanja i putopise. Među njima su: Vatroslav Jagić "Spomeni mojega života (u Rusiji)" (predavao na Sveučilištu u Petrogradu), Albert Štriga "Moj put u Rusiju", Stjepan Radić "Moj put u slavenski svijet", Franjo Rački "Putne uspomene", te putopisi Milana Šenoe, Augusta Cesarca i Miroslava Krleže.
Hrvatski jezikoslovac, najznačajniji svjetski slavist druge polovice 19. stoljeća Vatroslav Jagić dopisivao se s 37 ruskih i ukrajinskih znanstvenika, akademika i društvenih djelatnika. Čuvaju se u Arhivu Akademije znanosti SSSR-a. Toliko je ostavio traga u Rusiji, da ga Rusi smatraju i svojim jezikoslovcem. Potpisivao se kao Ignatije Vikentijević Jagić (rus. Игнатий Викентьевич Ягич). Prvi spomenik na svijetu u čast Lavu Nikolajeviču Tolstoju nastao je u Selcima na Braču 1911. godine.
Najbogatija i najvažnija zbirka hrvatskih glagoljičkih dokumenata i knjiga izvan Hrvatske nalazi se u Petrogradu. Radi se o znamenitoj Berčićevoj zbirci, koja sadrži pet glagoljičkih kodeksa, 154 fragmenata (ukupno 386 sačuvanih listova), pisana između 13. i 16. st., kao i 53 kurzivna glagoljička teksta nastala od 1460. do 18. st.
U lipnju 1896. Milka Trnina, nastupila je u Moskvi na koncertu pred ruskim kraljevskim parom prigodom krunidbe cara Nikolaja II. Po želji carice, Trnina je pjevala Izoldinu ljubavnu smrt, jednu od najljepših arija, iz Wagnerove opere 'Tristan i Isolda'. Ruski car nagradio ju je velikim dijamantnim brošem ukrašen rubinima, koji se čuva u Muzeju za umjetnost i obrt u Zagrebu, a carica joj je darovala briljantnu narukvicu.

## Rusi u Hrvatskoj
Rusi u Hrvatskoj jedna su od 22 priznate nacionalne manjine Hrvatske. Prema popisu stanovništva 2011., u Hrvatskoj živi 1279 Rusa, od čega najviše u Gradu Zagrebu. Rusi su od 1915., u većem broju došli u Zagreb kao zarobljenici iz Prvog svjetskog rata. Neki su od njih nakon kratkog vremena tu umrli, drugi su se, kada je završio rat, vratili u tada Sovjetsku Rusiju, a dio zarobljenika je odlučio ostati u Zagrebu ili u nekom drugom mjestu. Među njima se ističu: matematičar Boris Apsen, liječnik Sergije Saltykov (član HAZU-a) te kemičar i farmaceut Ivan Plotnikov.
Na Gospodarsko-šumarskom odnosno kasnije Poljoprivredno-šumarskom fakultetu u Zagrebu (1919. – 1960.) apsolviralo je 35 studenata rođenih u Rusiji i Ukrajini. Od njih 35, 12 je ostalo raditi u Hrvatskoj.
U poslijeratnoj Jugoslaviji, tijekom 1960.-tih i '70.-tih godina bile su uspostavljene ekonomske veze sa Sovjetskim Savezom i time je došlo do dolaska Rusa u Hrvatsku. Predstavnici hrvatskih poduzeća, radili su u Rusiji tijekom dužeg vremena i vraćali se u Hrvatsku s ruskim suprugama.
Ruska pravoslavna crkva izgrađena je u Crikvenici 1924. godine na inicijativu Rusa, koji su nakon Listopadske revolucije pobjegli u Crikvenicu, a posvećena je sv. Nikoli, koji je među ostalim i svetac zaštitnik Rusije. Na zagrebačkom groblju Mirogoj, nalazi se ruska kapela. Ruska komunistička Crvena armija borila se i na teritoriju Hrvatske za vrijeme Drugog svjetskog rata 1944. i 1945. godine, doživljavala je pobjede i poraze. U Bitci kod Batine 1944., poginulo je 1297 pripadnika Crvene armije. Tomo Aleksa Dundić bio je sudionik Ruskog građanskog rata na strani Crvenih. Jedina je osoba iz Hrvatske odlikovana Ordenom crvene zastave. O njemu je 1958. snimljen istoimeni film u sovjetsko-jugoslavenskoj koprodukciji. Na hrvatskom jeziku objavljuje se ruski internetski portal "Ruski vjesnik".

## Političke veze
Mnogi poznati Hrvati odlazili su u Rusiju prema Otokaru Keršovaniju ("Povijest Hrvatske") jer "su imali velike iluzije u pomoć Carske Rusije". Vidjeli su u Rusiji svjetsku silu i bratsku slavensku državu, od koje su se nadali pomoći. Eugen Kvaternik je otputovao u Rusiju s puno nade da će dobiti pomoć oko osamostaljenja Hrvatske. Od 1858. boravio je u Petrogradu, nije puno postigao, puno puta je bio gladan, ali je stupio u kontakt s visokim ruskim dužnosnicima i bio tajni ruski agent tijekom dvije godine 1859. i 1860. "protiv Austrije, a u prilog Hrvatske i Rusije" Čak je dobio i rusko državljanstvo, ali je poslije odustao i od državljanstva i od ruske pomoći, jer nije uspio u svome naumu.
Ivan Kukuljević Sakcinski bio je vrlo sklon Rusima. Preko Mihaila Fjodorovića Rajevskog, ruskog svećenika, koji je djelovao u ruskom veleposlanstvu u Beču, Sakcinski je stupio u kontakt s velikom brojem ruskih akademika, slavista, sveučilišnih profesora s kojima se godinama dopisivao. Pisao je N. A. Popovu 1877.: "Vi u Moskvi vrlo dobro znadete, otkuda Južni Slaveni očekuju spas, da su oči Slavena uprte u Vas i da su sva srca s Vama". Sakcinski je dobio mnoga počasna ruska priznanja.
Josip Juraj Strossmayer polagao je velike nade u Rusiju u pomoći ostalim slavenskim narodima i oko sjedinjenja katolika i pravoslavaca. Dopisivao se dugi niz godina s velikim brojem uglednih Rusa uključujući ruske ministre, kneževe, konzule, generale, teologe, mitropolite, grofove i dr. Najviše se zbližio s ruskim filozofom Vladimirom Solovjovom, koji je čak boravio u Hrvatskoj dva mjeseca kod Strossmayera u gostima. Također Strossmayer je razvio vrlo blisko dopisivanje s Elizabetom Trubeckom, koja je bila princeza, dvorska dama ruske carice. Razmijenili su jako velik broj pisama o isključivo političkim temama.
Stjepan Radić se dopisivao s mnogim uvaženim Rusima, boravio je u Petrogradu i Moskvi i čak postao 1924. član Seljačke internacionale.

### Domovinski rat
Za vrijeme embarga na uvoz oružja, Hrvatska je tajno posredništvom Zvonka Zubaka uvezla velike količine oružja iz Rusije. Tadašnji ruski predsjednik Boris Jeljcin odobrio je 150 letova transportera punih naoružanja, koji su dovezli oružje u Hrvatsku. Iz vojne baze dvjestotinjak kilometara istočno od Moskve redovno su polijetati veliki ruski transporteri. Od 1992. pa sve do 1997. iz Rusije je za Hrvatsku organizirano 150 do 160 letova, a u prosjeku je prevoženo stotinu tona oružja po letu. Posebno je bitan bio ruski protuavionski raketni sustav S-300 velikog dometa, čiji je prikaz na Prvom svečanom mimohodu Oružanih snaga Republike Hrvatske prije Operacije Oluja izazvao zanimanje u srpskim i međunarodnim vojnim krugovima. Hrvatski admiral Davor Domazet Lošo izjavio je u intervjuu da „jedino tko nas je podržavao i podupirao tijekom cijelog Domovinskog rata bila Ruska Federacija”.
Ruski novinari, dopisnici ruske državne televizije iz Beograda, Viktor Nogin i Genadij Kurinoj poginuli su u mjestu Panjani na cesti Hrvatska Kostajnica - Petrinja 1. rujna 1991. godine. Ubili su ih pripadnici srpske paravojske.
U snagama UNPROFOR-a razmještenima u Hrvatskoj bili su i pripadnici ruske vojske i raspoređeni su na području Vukovara. Bilo je ruskih dobrovoljaca na srpskoj strani u borbama Domovinskoga rata u istočnoj Slavoniji i Lici.

## Vanjske poveznice
- Veleposlanstvo Hrvatske u Rusiji  Arhivirana inačica izvorne stranice od 23. siječnja 2013. (Wayback Machine)
- Popis međunarodnih ugovora i međunarodnih akata sklopljenih između Republike Hrvatske i Ruske Federacije[neaktivna poveznica]
- Veleposlanstvo Ruske Federacije u Hrvatskoj  Arhivirana inačica izvorne stranice od 9. veljače 2013. (Wayback Machine)
- Ruski vjesnik, internetski portal o Rusiji na hrvatskom jeziku  Arhivirana inačica izvorne stranice od 11. travnja 2013. (Wayback Machine)